# Jourdan Miller
Jourdan Miller, född 6 oktober 1993 i Bend, Oregon, är en amerikansk fotomodell. Hon blev känd år 2013 då hon var med i den tjugonde säsongen av America's Next Top Model där hon kom på en förstaplats. Hon har blont hår och blåa ögon och är 183 cm lång.